# Indústria gráfica
Indústria gráfica consiste na realização de impressões em papéis, seja de diversas espessuras (gramatura) e texturas.

## Caracterização geral do setor
O setor da indústria gráfica encontra-se atualmente entre os principais sectores da indústria transformadora nos países industrializados com uma enorme importância ao nível económico e social.
Os Estados Unidos da América são o maior produtor mundial no mercado da impressão. Na União Europeia este sector é também muito importante, sendo dominado por empresas de pequena e média dimensão, que produzem para um mercado de base local ou regional, a maior parte das quais empregando menos de 20 trabalhadores.
As gráficas têm uma enorme diversidade de clientes, nos sectores públicos e privado, dos quais se destacam as editoras, que absorvem praticamente metade do volume total da produção da indústria gráfica.
Os principais produtos da indústria gráfica são:
- Jornais e publicações periódicas impressos;
- Livros e brochuras;
- Classificadoras, capas para encadernação e capas de processo em papel e cartão;
- Cadernos.